# اسماعیلیان الموت
دولت اسماعیلی‌های الموت، حکومتی است که در سال ۴۸۳ ه‍. ق با تصرف قلعه اَلَموت توسط داعی اسماعیلی، حسن صباح پایه‌گذاری شد، و دوره فرمانروایی آن‌ها تا ۶۵۴ ه‍. ق ادامه یافت. پایتخت این دولت در قلعه اَلَموت بود و بیشترِ فعالیت آن‌ها، مبارزه با خلافت عباسی، دولت سلجوقی و مغول‌ها بود. حسن صباح با تصرف دژهایی در سراسر ایران، عراق و شام، و با انجام تبلیغات گسترده در میان کشاورزان و بینوایان توانست حوزهٔ قدرت خود را گسترش دهد. سرانجام این دولت پس از ۲۰۰ سال حکومت، با حملهٔ هولاکو خان از بین رفت. اما سلسله امامت نزاری بعد از سقوط الموت همچنان تا امروز ادامه دارد.

## جایگاه مذهبی
اسماعیلیه یا باطنیه فرقه‌ای از شیعه امامیه است که معتقدان آن، محمد بن اسماعیل برادرزاده امام موسی کاظم را آخرین می‌دانستند. ظهور این فرقه اصلاً نتیجه اختلاف در امامت اسماعیل بن جعفر صادق با برادرش موسی بن جعفر بوده است. اسماعیلیان معتقدند که پس از مرگ جعفر صادق (در قرن هشتم میلادی) امامت به پسر بزرگتر وی می‌رسید؛ اما چون پسرش اسماعیل پیش از پدر درگذشته بود، امامت به محمد بن اسماعیل منتقل شد که سابع تام است و دور هفت با او تمام می‌شود و پس از او امامت در خاندان وی باقی ماند. آنها در میان اهل سنت به «باطنیان» مشهورند و شیعه هفت امامی نیز نامیده می‌شوند. اسماعیلیه به دو فرقه مستعلوی و نزاری تقسیم می‌شوند.
اسماعیلیان در نقاط مختلف اصفهان از جمله قلعه‌های لنجان، شاهدژ، کوه‌های غربی و جنوبی اصفهان ساکن بودند. آنان با این که با حکومت وقت مشکلاتی داشتند اما فعالیت‌هایی به دور از ذهن در طول تاریخ به آن‌ها نسبت داده شده است. مثل این که افرادی که از کوچه‌های خلوت و باریک در حال گذر بودند را دستگیر کرده و به قتل می‌رساندند. آنان به خاطر اعمالی که داشتند تحت فشار حکومت قرار گرفتند که به دنبال آن سلجوقیان عبدالملک بن عطاش را در این زمان به قتل رسانیدند و دیگر افراد مشکوک به باطنی‌گری هم در خرمن‌ها آتش زدند. اسماعیلیان هم که از این اوضاع به شدت خشمگین بودند در ربیع‌الاول ۵۱۵ ه‍.ق مسجد جامع و کتابخانهٔ آن را به آتش کشیدند. به گفتهٔ ابن اثیر در ۵۱۵ ه‍. ق، یک هفته پیش از آتش‌سوزی، قصری سلطنتی در اصفهان سوخت که از بزرگ‌ترین و باشکوه‌ترین قصرها بوده است، وی همچنین اضافه می‌کند این حریق توسط باطنیان انجام شده است.

## قلعه‌های اسماعیلیه
- قلعه آتشگاه
- قلعه الموت
- کوه قلعه، فردوس
- قلعه کل حسن صباح
- قلعه دختر، فردوس
- قلعه دختر، بردارود
- قلعه لمبسر
- قلعه کوه قائن
- قلعه میمون دژ
- قلعه گرد کوه
- قلعه مصیاف
- قلعه قلات (کوار)

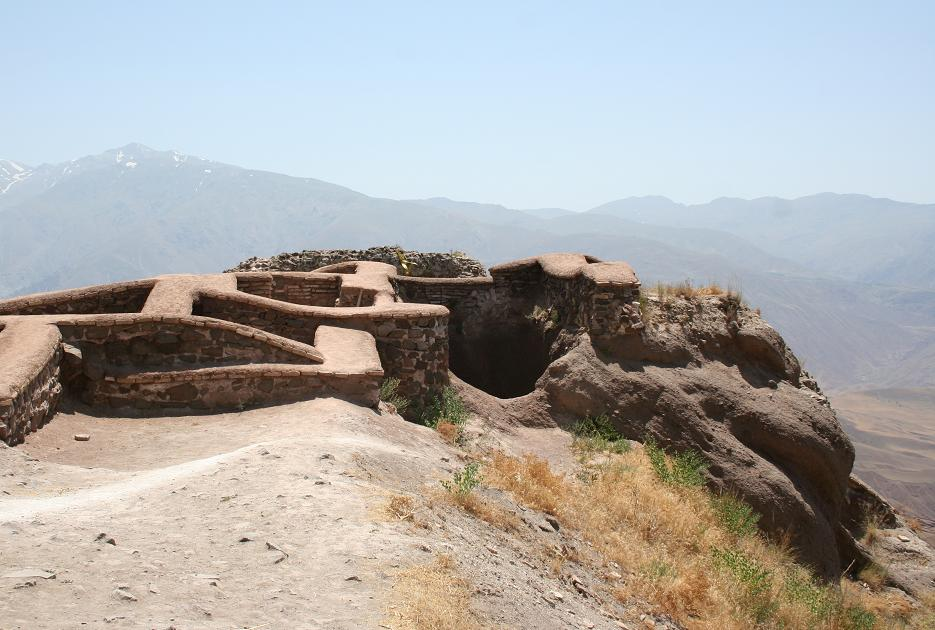
بقایای قلعه الموت

- قلعهٔ شاهدژ در نهبندان، قلعه کوه زردان، اصفهان، سمنان، شاهرود و در مجموع حدود دویست قلعه[۹]

## رهبران و امامان
داعی‌هایی که رهبری در الموت را برعهده داشتند.
1. داعی حسن صباح (۱۰۹۰–۱۱۲۴)
2. داعی کیا بزرگ‌امید (۱۱۲۴–۱۱۳۸)
3. داعی محمد بزرگ‌امید (۱۱۳۸–۱۱۶۲)

امامان غائب در الموت؛
1. امام علی الهادی بن نزار
2. امام المهتدی بن الهادی (محمد یکم)
3. امام حسن القاهر بن المهتدی بقوة الله (حسن یکم)

امام‌هایی که رهبری الموت را برعهده داشتند؛
1. امام حسن علی ذکره السلام (حسن دوم) (۱۱۶۲–۱۱۶۶)
2. امام نورالدین محمد (محمد دوم) (۱۱۶۶–۱۲۱۰)
3. امام جلال‌الدین حسن (حسن سوم) (۱۲۱۰–۱۲۲۱)
4. امام علاءالدین محمد (محمد سوم) (۱۲۲۱–۱۲۵۵)
5. امام رکن‌الدین خورشاه (۱۲۵۵–۱۲۵۶)

## ادبیات
ادب فارسی در نزد اسماعیلیان اهمیت بسیاری داشت و به خاطر اینکه بیشتر پیروان آنان از مردمان عام بودند بیشتر کتاب‌های خود را به فارسی می‌نوشتند. از آن‌ها نوشته‌ها و شعرهایی به زبان فارسی بر جای مانده است. بزرگ‌ترین شاعر و نویسندهٔ اسماعیلی ناصرخسرو است که در قرن پنجم هجری می‌زیست. از دیگر شخصیت‌های ادبی پیرو فرقهٔ اسماعیلیه؛ حکیم سعدالدین بن شمس الدین نزاری بیرجندی قهستانی معروف به حکیم نزاری قهستانی (نیمهٔ دوم سده هفتم و آغاز قرن هشتم هجری قمری) است که متأسفانه به همین علت پیرو اسماعیلیه بودنش؛ به هیچ عنوان از او در ایران معاصر نامی آورده نشده و کمتر کسی از این شخصیت ادبی گمنام؛ نام و نشانی شنیده است. دیوان قائمیات از حسن محمود کاتب و «هفت باب از حسن محمود کاتب» اثری نویافته و در خور توجه در ادبیات اسماعیلی است.

رشد و شکوفایی علم و ادب در هر دوره به نظر حاکمان بستگی دارد، در دوران نزاریه دانشمندان و بزرگان از اوضاع خوبی برخوردار بودند و می‌توانستند در قلعه‌های اسماعیلیه کار کنند. یکی از مهم‌ترین کتاب‌های این دوران «دستورالمنجمین» است که در کتابخانه قلعه الموت قرار داشت و در زمان یورش مغولان به دست هلاکوخان افتاد. در واقع این کتاب تنها سندی است که اسامی کتاب‌های موجود الموت در آن ذکر شده است. در رابطه با تصرف قلعه‌های اسماعیلیه به دست مغولان مخصوصاً الموت، گفته شده است: 
| « | آنچه از آثار و آلات نجوم را که مفید می‌یابد برمی‌گزیند و دیگر نوشته‌ها را که به ضلالت و غوایت اسماعیلیان تعلق داشته و نه به منقول مستند بوده است و نه به معقول معتمد، به آتش سپرده و پاک می‌کند. در واقع نابودی این آثار به روزگار مغولان اختصاص ندارد و به سال ۴۶۱ هجری برمی‌گردد که سربازان ترک کتابخانهٔ دارالعلم در قاهره را غارت کردند. دارالعلم قاهره مدتی بعد بازسازی شد اما حدود یک سده بعد به دنبال شکست عاضد فاطمی از صلاح‌الدین ایوبی در سال ۵۶۷ هجری تاریخ تکرار شد و صلاح‌الدین دستور داد از جلد چرم کتاب‌های اسماعیلی کفش بسازند و بسیاری از آن‌ها را نیز به آتش کشید. کتاب‌های اسماعیلی به همت مستنصر بالله نجات پیدا کرد و در سال ۴۵۹ به یمن فرستاده شد. به هرحال در این زمان نزاریان ایران بیش از هشت دهه بود که جنبش سیاسی، اجتماعی و فرهنگی خود را به رهبری حسن صباح آغاز کرده‌بودند. | » |

 کانون‌های بسیاری در پی شکل‌گیری قدرت‌های محلی پدید آمدند که دربار این حاکمان را به محلی برای فعالیت‌های روشن‌اندیشانه تبدیل کردند. این کانون‌ها در اصفهان، ری، شیراز و همدان پراکنده بود و فعالیت گروه‌های مختلف، از جمله حنفی و اسماعیلی را ممکن ساخت. در این دوران کتاب‌خانه‌ها و دارالعلم‌های بسیاری تشکیل شد که کتابداران آن از فرهیختگان بودند و این امر باعث شد دانشمندان مختلف برای جلوگیری از نابودی کتاب‌هایشان آن‌ها را به کتاب‌خانه و دارالعلم‌ها اهدا کنند.
دستورالمنجمین از نسخه‌های نجات یافته الموت است، که به دلیل دقت و امانت‌داری نویسنده‌ناشناس، در ذکر منابع و نام مؤلفان کتب موجود در الموت اهمیت بسیاری دارد. نویسنده آن از اتباع حسن صباح بوده که بین سال‌های ۴۸۷_۵۱۳ هجری آن را نوشته است. عنوان یکی از فصل‌های کتاب، «فی حرکه الفلک مقبلا و مدبرا علی مذهب اصحاب الطلسمات» است. در آن به حرکت نوسانی شکل فلک اشاره شده است که به مدت ۶۴۰ سال حرکتی از مغرب به مشرق دارد که این حرکت را «اقبال فلک» نام‌گذاری کردند و ۶۴۰ سال بعد از آن حرکتی از سمت مشرق به مغرب است به نام «ادبار فلک». در ادامه توضیحاتی است از این دو حرکت و در آخر این فصل نام چندتن از نویسندگان و آثار آن‌ها ذکر شده است؛ که می‌توان به کتاب «التفهیم» نوشته ابوریحان بیرونی، «صورالکواکب» نوشته ابوجعفر خازن و کتاب «العالمین» اشاره کرد. در بخش تاریخی این کتاب مؤلف پس از یادآوری تعدادی از منابع که جدول‌های خود را بر اساس آن‌ها ایجاد کرده است، نام آن‌ها را ذکر می‌کند. «تورات»، «تاریخ یعقوبی» ابن واضح یعقوبی، «المبتدا» از ابوحذیقه اسحاق بن بشر قرشی و… از این نمونه کتب بودند. برای بررسی آثار موجود در کتاب‌خانه‌های اسماعیلیان می‌توان به اسناد بازمانده از نزاریان شام توجه کرد.

## سکه‌شناسی
سکه‌های موجود از این دوران نشان از وجود ضراب‌خانه در دستگاه اسماعیلیان بوده است. مورخان معتقدند این ضراب‌خانه در کرسی دیلم یعنی خود دژ الموت قرار داشته است. طرح و نقشی که بر روی و پشت سکه حک شده است نشان می‌دهد، کارکنان ضراب‌خانه از هنر بی‌بهره نبودند و بسیار عجیب است که توانستند چنین جملات طولانی را به زیبایی روی سکه‌ای به اندازه یک ریالی رایج حک کنند. در این سکه‌ها بی‌اعتنایی اسماعیلیان، نسبت به سلجوقیان و خلفای عباسی کاملاً مشخص است؛ اسماعیلیان برخلاف اصول متداول زمان هیچ اسمی از آن‌ها ذکر نکردند. نزار، فرزند المستنصر فاطمی در سال ۴۸۷ هجری کشته‌شد و پس از او ۶ خلیفه دیگر در مصر به حکومت رسیدند اما اسماعیلیان ایران هرگز آن‌ها را به رسمیت نشناختند و تا ۷۰ سال پس از مرگ نزار باز نام او را بر روی سکه‌ها می‌آوردند. اسماعیلیان او را به حق و برگزیده می‌دانستند، اگرچه آن‌ها به دلیل مخالفت با خلفای عباسی، تلاش برای براندازی مذهب تسنن، تبلیغ شیعه و مبارزه با فرمانروایان ایرانی به ملاحده معروف شدند؛ اما سکه‌ای که در دوران محمد بن بزرگ امید ضرب شده است نشان از تعلق آن‌ها به خاندان نبوت است. نام محمد را روی سکه می‌آوردند و در حاشیهٔ آن به «احفاد اکرمین و ائمه الطاهرین» درود می‌فرستادند. سکه‌هایی که در سال ۵۵۵ هجری در دوران محمد بن بزرگ امید ضرب شده است زیبایی خاص خود را دارد و به خاطر اختلافات مذهبی و حوادث سیاسی که در خود جای داده است دارای اهمیت بسیار است. روی این سکه‌ها عباراتی همچون: «لا اله الا الله» «محمد رسول‌الله» «محمد بن بزرگ امید» «ضرب هذا الدنیر بکرسی الذیلم سنه خمس و خمسین و خمساه علی ولی‌الله» «المصطفی لدین الله» «نزار صلواه الله علیه و علی احفاده الاکرمین و ائمه الطاهرین» طراحی شده است.